# Günther Hasinger
Günther Gustav Hasinger (Oberammergau, 28 de abril de 1954) é um astrofísico alemão.
É desde 2002 membro da Academia das Ciências de Berlim. Em 2009 foi eleito membro ordinário da Academia Europaea. Em 2011 foi eleito membro da Academia Leopoldina.
Recebeu ao Prêmio Gottfried Wilhelm Leibniz de 2005 e a Plaqueta Röntgen de 2020.

## Publicações selecionadas
- Das Schicksal des Universums. Eine Reise vom Anfang zum Ende. 4. durchgesehene Auflage. Beck, München 2009, ISBN 978-3-406-56203-7 (Taschenbuch-Ausgabe. Goldmann, München 2009, ISBN 978-3-442-15551-4).